# Rehau (Unternehmen)

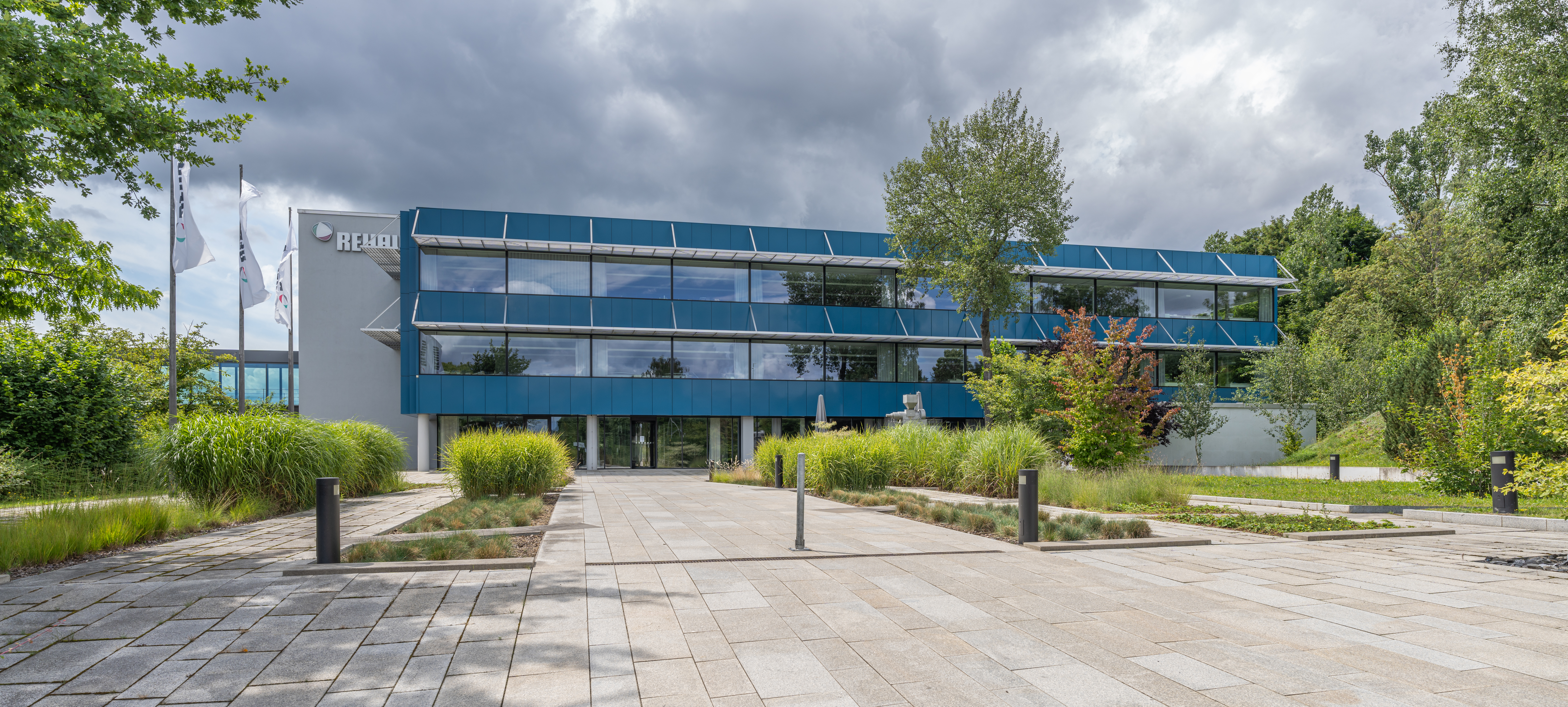
Hauptverwaltung in Rehau (Rheniumhaus)

Die Rehau Verwaltungszentrale AG ist die Konzernobergesellschaft der Rehau Gruppe (Eigenschreibweise: REHAU), einem Kunststoffverarbeiter mit steuer- und mitbestimmungstaktischem Sitz in Muri bei Bern und faktischem Sitz im bayerischen Rehau.
Zur Rehau Gruppe gehören Rehau Building Solutions, Rehau Industrial Solutions, Rehau Interior Solutions, Meraxis Group, Rehau New Ventures, Raumedic, Rehau Window Solutions und die Services-Einheit Rehau Global Business Services.
Anfang 2022 stellte die Rehau Gruppe Rehau Automotive sowie Rehau Industries als eigene Gesellschaften innerhalb der Gruppe auf. Die beiden Teilkonzerne haben ihren Verwaltungssitz in Rehau bei Hof, ein weiterer Verwaltungssitz für Rehau Industries ist Erlangen. Anfang 2025 wurde Rehau Industries in vier Teilkonzerne und einen Servicebereich aufgeteilt.
Anfang April 2025 schloss Atlas Holdings die Übernahme von REHAU Automotive erfolgreich ab und gründete RESRG Automotive. Rehau bleibt durch eine Minderheitsbeteiligung mit RESRG Automotive verbunden.
Die Medizinsparte wird eigenständig durch Raumedic mit Sitz in Helmbrechts geführt.

## Geschichte
Helmut Wagner (1925–2021) gründete das Unternehmen im Jahre 1948 in Rehau (Bayern). Am 28. Dezember 1948 erteilte das Landratsamt Hof (Saale) dem Medizinstudenten Helmut Wagner die amtliche Erlaubnis zur Errichtung eines kleingewerblichen Industriebetriebes zur Herstellung von Igelit. Mit dieser Genehmigung brach der 23-jährige Schulratssohn sein Studium ab, um Keder und Wasserschläuche aus Kunststoff zu produzieren. Keimzelle war die Extrusion (Verfahrenstechnik). Erste Produktionsstätte war ein Nebengebäude der 1907 gegründeten Fränkischen Lederfabrik in Rehau. Finanziell gefördert wurde das junge Unternehmen gemäß Handelsregistereintrag durch Helmuts Mutter Christina Wagner und die Fabrikbesitzertochter Elsa Linhardt. Der Aufstieg des Unternehmens begann als Zulieferer für die Produktion des VW Käfer, für den Trittbretter und Halteschlaufen für Fahrer und Beifahrer produziert wurden.
Im Jahre 1949 nannte Wagner sein Werk „Rehau Plastiks“.
In dieser frühen Phase wurde ein Teil der Maschinen- und Anlagentechnik in einer eigenen maschinentechnischen Abteilung entwickelt und gebaut. Im Zuge der Produktentwicklung traten neben die Extrusion auch andere Verfahren, wie das Spritzgießen oder das Extrusionsblasformen.
Bald wurden neue Anwendungsgebiete von Kunststoffprodukten (z. B. Möbelprofile, Schläuche für industrielle Anwendungen und für die Medizintechnik) erschlossen, anspruchsvolle technische Teile und Systeme entwickelt und Kunststoffgranulate durch Definition der Rezeptur und mittels Compoundierung selbst hergestellt. Die Materialtypen der Rehau-Gruppe tragen den Präfix RAU. Entsprechend der Neuentwicklung von technischen Polymeren der Rohstoffindustrie wurde in der Rehau-Gruppe die zum Einsatz kommende Palette von Kunststofftypen kontinuierlich ausgebaut. Neben zwei Werken in Rehau entstand 1951 in Feuchtwangen das erste Werk zur Fertigung von Teilen für die Automobilindustrie unter anderem zur Fertigung von Stoßfängern. Feuchtwangen ist heute mit zwei Werken der größte Fertigungsstandort der Gruppe in Deutschland. 1958 wurden das erste Kunststoff-Fensterprofil und der erste Magnetband-Rahmen für Kühlschränke extrudiert.
Im Jahre 1962 wurde das erste Werk außerhalb Europas in Montreal (Kanada) eröffnet. Anfang der 1960er Jahre wurde die Zentrale der Rehau Plastiks nach Muri nahe Bern in der Schweiz verlegt und der weltweite Einkauf der Gruppe für 45 Werke in 21 Ländern und das Controlling dort gebündelt. Die Holding in Muri hat rund 150 Beschäftigte.
Auf Mitinitiative von Rehau wurde 1976 in Deutschland der Beruf des Kunststoffformgebers eingeführt. In den 1970er-Jahren hatten Kunststoffteile eine stark ansteigende Nachfrage, die die Rehau-Gruppe in den Bereichen Automotive, Möbel- und Elektroindustrie, Fenster-, Sanitär-, Heizungs- und Haustechnik, Rohr- und Schlauchanwendungen begleitete. Neben der Verwaltung in Rehau entstand eine neue Verwaltung in Erlangen-Eltersdorf.
Im Jahr 2000 übernahmen die Söhne Jobst Wagner als Präsident und Veit Wagner als Vizepräsident die Geschicke des Unternehmens und entwickelten es konsequent weiter in Richtung der heutigen Teilkonzerne. 2021 übergab Jobst Wagner das Präsidium an Veit Wagner und wechselte ins Vizepräsidium.
2004 wurde die Medizinsparte mit rund 200 Mitarbeitern ausgegliedert und als Schwestergesellschaft Raumedic AG gegründet. Sie ist Entwicklungspartner und Hersteller für die medizintechnische und pharmazeutische Industrie mit autarkem Vertriebsnetz und zwei Produktionsstandorten für Extrusion, Spritzguss und Montage in Reinräumen in Helmbrechts und Mills River (North Carolina, USA). Heute beschäftigt das Unternehmen circa 1.300 Mitarbeiter weltweit.
Im Jahr 2018 übernahm die REHAU Verwaltungszentrale AG mit Sitz in Muri bei Bern die international tätige MB Barter & Trading SA (MBT) aus Zug/Steinhausen mit ihren weltweit 30 Standorten. Zusammen mit der Rehau Einkaufszentrale wurde 2019 das unabhängige Unternehmen Meraxis mit Sitz in Muri gegründet. Meraxis ist einer der führenden Händler und Distributoren von Kunststoffen mit einem Volumen von über 2 Milliarden Euro.
Die Rehau AG + Co. vollzog Ende 2021 eine Umstrukturierung der deutschen Unternehmungen mit dem Zweck, das Automobilgeschäft operativ und rechtlich innerhalb der Gruppe zu verselbständigen. So wurde am 8. Oktober 2021 die Rehau Management SE und am 15. Oktober 2021 die Rehau Industries SE & Co. KG in das Handelsregister eingetragen. Am 4. Januar 2022 wurde die Rehau AG + Co. in die Rehau Automotive SE & Co. KG umfirmiert. Die Rehau Management SE fungiert als persönlich haftende Gesellschafterin. Alle Aktien der Rehau Management SE, Rehau werden von der Schweizer Muttergesellschaft Rehau Verwaltungszentrale AG, Muri b. Bern gehalten.
2024 haben die Rehau Gruppe und die US-amerikanische Atlas Holdings eine Vereinbarung zur Übernahme von Rehau Automotive beschlossen. Anfang April 2025 schloss Atlas Holdings die Übernahme von REHAU Automotive erfolgreich ab und gründete RESRG Automotive. Rehau bleibt durch eine Minderheitsbeteiligung mit RESRG Automotive verbunden.

## Gesellschafterstruktur
Die Konzernholding ist die schweizerische Rehau Verwaltungszentrale AG mit Sitz in Muri bei Bern. Die Gruppe befindet sich im Familienbesitz.
Mit Nils Wagner als Verantwortlichem für Rehau New Ventures ist die dritte Generation in leitender Funktion aktiv. Die Nachkommen und Erben der Gründungsgesellschafterin Elsa Linhardt schieden nach 2000 gegen Bargeldabfindungen aus dem Unternehmen aus.
Das Wirtschaftsmagazin Bilanz schätzt das Vermögen der Familie Wagner im Rahmen der Liste der 300 Reichsten in der Schweiz auf 1,8 Milliarden Franken.
Der Rehau Verwaltungszentrale AG gehören unmittelbar 120.000 Aktien der Rehau Management SE, welche auch persönlich haftende Gesellschafterin der Rehau Automotive SE & Co. KG (vormals Rehau AG + Co.) und Rehau Industries SE & Co. KG ist. Der Besitz der Aktien und Mehrheitsbeteiligungen werden auch der Wagner Holding AG über die Rehau Verwaltungszentrale AG und der Wagner Generations AG über die Wagner Holding AG und Rehau Verwaltungszentrale AG zugerechnet.

## Standorte
Die Rehau Gruppe ist an über 160 Standorten auf fünf Kontinenten vertreten.

## Kritik
Das Unternehmen wurde in der Presse wiederholt kritisiert, die Bildung von Betriebsräten und andere gewerkschaftliche Aktivitäten entgegen gültiger Gerichtsbeschlüsse zu unterbinden.
Des Weiteren wurden im Jahr 2020 knapp 1.000 Stellen im Autosektor weltweit abgebaut; alleine 150 Arbeitsplätze fielen am Stammsitz in Rehau weg.

## Trivia
Für die Namensgebung seiner Gebäude in Rehau entschied sich das Unternehmen für die Benennung nach chemischen Elementen bzw. Molekülverbindungen, so heißt z. B. die Hauptverwaltung Rheniumhaus.